# Chiesa di Santa Maria Annunciata (San Martino dall'Argine)
La chiesa di Santa Maria Annunciata è la parrocchiale di San Martino dall'Argine, in provincia di Mantova e diocesi di Cremona; fa parte della zona pastorale 5.

## Storia
La prima menzione della chiesa di Santa Maria Annunciata risale al 1404 ed è contenuta nelle Rationes Censum et Decimarum, da cui si apprende che dipendeva dalla pieve di San Pietro di Bozzolo; essa si ritrova citata nuovamente negli atti relativi alla visita compiuta dal vescovo Gerolamo Trevisano nel primo quarto del Cinquecento.
A partire dal 1582 questo luogo di culto, che versava in carico condizione, fu completamente riedificato per volere del signore di Bozzolo e futuro patriarca di Gerusalemme Scipione Gonzaga.
Dalla relazione della visita pastorale del 1599 del vescovo Cesare Speciano si apprende che a servizio della cura d'anime vi era il solo parroco, che la chiesa era inserita nel vicariato foraneo di Bozzolo e che il numero dei fedeli era pari 1747.
Questi ultimi risultavano risultavano saliti a 2148 nell'anno 1786; sempre nel Settecento si procedette alla realizzazione della facciata.
Nel 1990 il soffitto a cassettoni della parrocchiale crollò e non venne ripristinato.

## Descrizione

### Esterno
La facciata della chiesa, rivolta a oriente e abbellita dal rilievo con soggetto San Martino e il povero e le statue dei Santi Bonifacio, Fortunato, Floro e Reparato, è suddivisa da una cornice marcapiano in due registri, entrambi scanditi da lesene: quello inferiore, più largo, presenta al centro il portale d'ingresso, affiancato da colonne, ed è sormontato dal timpano curvilineo, mentre quello superiore è caratterizzato da una finestra e concluso dal coronamento mistilineo spezzato.
Annesso alla parrocchiale è il campanile a base quadrata, la cui cella presenta su ogni lato una bifora ed è coperta dal tetto a quattro falde.

### Interno
L'interno dell'edificio si compone di un'unica navata, sulla quale si affacciano le cappelle laterali, introdotte da archi a tutto sesto, e le cui pareti sono scandite da lesene binate terminanti con capitelli composite e sorreggenti la trabeazione modanata e aggettante sopra la quale si imposta un registro attico su cui si aprono delle finestre; al termine dell'aula si sviluppa il presbiterio, rialzato di alcuni gradini, coperto dalla volta a botte e chiuso dall'abside di forma semicircolare.
Qui sono conservate diverse opere di pregio, tra le quali gli affreschi raffiguranti l'Eucarestia, i Quattro evangelisti, la Trinità, l'Annunciazione, san Martino Vescovo e il cardinale Scipione Gonzaga, eseguiti nel Cinquecento.